# Södra Säms distrikt
Södra Säms distrikt er et folkeregisterdistrikt i Ulricehamns kommun og Västra Götalands län. 
Distriktet ligger syd for Ulricehamn. 

## Tidligere administrativt tilhørsforhold
Distriktet blev oprettet i 2016, og det består af Södra Säm Sogn (Södra Säms socken) i Ulricehamns kommune. 
Området har den samme udstrækning som Södra Säm Menighed (Södra Säms församling) havde ved årsskiftet 1999/2000.
Siden 1824 har Gällstad og Södra Säm Kirke (Gällstads och Södra Säms kyrka) i nabosognet været fælles sognekirke for de to sogne.